# Classical Variations and Themes
Classical Variations and Themes è un album solista del chitarrista Timo Tolkki, membro della band finlandese power metal Stratovarius. Il disco, pubblicato nel 1994, presenta vari brani strumentali.

## Tracce
1. Lord Of The Rings 5:42
2. Fire Dance Suite 4:58
3. Guitar Concerto 2:52
4. Northern Lights 2:18
5. Capriccio In A Minor 1:09
6. Back To The Ice Age 4:04
7. Death Of A Swan 3:54
8. Soldiers Prayer 4:05
9. Flying Samir 3:02
10. Sunwinds 2:41
11. Greensleeves 1:53
12. Solitude (Bonus Track) 4:45

## Formazione
- Timo Tolkki - chitarra, voce, basso
- Antti Ikonen - tastiera
- Tuomo Lassila - batteria